# Robert Tarjan
Robert Endre Tarjan (Pomona, California; 30 de abril de 1948) es un científico de la computación estadounidense.

## Biografía
Es el descubridor de numerosos importantes algoritmos de grafos, incluyendo el Algoritmo de Tarjan del mínimo número de ancestros (Tarjan's off-line least common ancestors algorithm), o los splay trees, junto con Daniel Sleator.
Tarjan recibió el Premio Turing de la ACM junto con John Hopcroft en 1986:

Por logros fundamentales en el diseño y análisis de algoritmos y estructuras de datos.

Tarjan fue también elegido miembro de la ACM en 1994:

Por avances originales en el diseño y análisis de estructuras de datos y algoritmos.

Tarjan obtuvo su licenciatura en matemáticas por el Instituto de Tecnología de California en 1969. En la Universidad de Stanford, recibió su máster en informática en 1971, doctorándose en 1972. En Stanford, su tesis doctoral fue supervisada por Robert Floyd y Donald Knuth, ambos científicos de renombre.
En 2006, Tarjan es profesor de ciencias de la computación en la Universidad de Princeton, aunque también trabaja para Hewlett-Packard.

## Premios
- 1982, Premio Nevanlinna.
- 1986, Premio Turing.

| Predecesor: Richard M. Karp | Premio Turing 1986 | Sucesor: John Cocke |

- Datos: Q92638
- Multimedia: Robert Tarjan / Q92638